# Polipirrolo

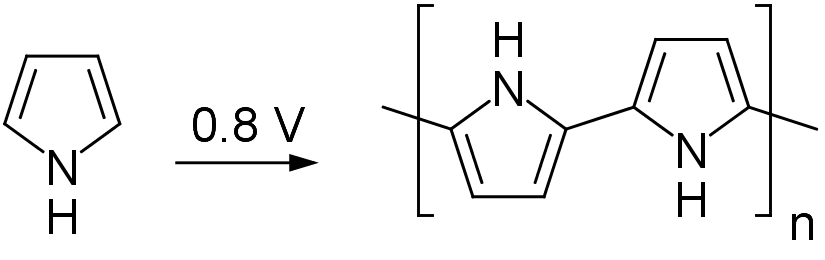
Il pirrolo può essere polimerizzato elettrochimicamente.

Il polipirrolo (PPy) è un tipo di polimero organico ottenuto dalla polimerizzazione ossidativa del pirrolo. É un polimero intrinsecamente conduttore usato in elettronica, ottica, biologia e medicina.
A condizioni standard e a temperatura ambiente si presenta come un solido.

## Storia
I primi esempi di sintesi del polipirrolo si hanno nel 1919 ad opera di Angeli e Pieroni, i quali riferirono la formazione di pirroli neri dal pirrolilmagnesio bromuro. Da allora la reazione di ossidazione del pirrolo è stata studiata e riportata in letteratura scientifica.
Alan J. Heeger, Alan G. MacDiarmid e Hideki Shirakawa sono stati insigniti del Premio Nobel per la chimica nel 2001 per il lavoro sui polimeri conduttivi tra cui il polipirrolo, il politiofene, la polianilina e il poliacetilene.

## Sintesi
Per sintetizzare il polipirrolo esistono diverse metodologie, tra le più comuni ci sono la sintesi elettrochimica e l'ossidazione chimica.
L'ossidazione chimica avviene partendo dal pirrolo:
n C4H2NH + 2n FeCl 3 → (C4H2NH)n + 2n FeCl2 + 2n HCl
Si pensa che il processo avvenga tramite la formazione del catione pi-radicalico C4H4NH+•. Questo elettrofilo attacca il carbonio C-2 di una molecola di pirrolo non ossidata per dare, in seguito ad un'ulteriore ossidazione S.E.T. (single electron transfer),un catione dimerico [(C4H4NH)2 ]++. Il processo poi viene ripetuto molte volte.
Le forme conduttive del polipirrolo vengono preparate mediante ossidazione ("p-doping") del polimero:
(C4H2NH) n + 0,2X → [(C4H2NH)nX0,2 ]
La polimerizzazione e il p-doping possono anche essere effettuati elettrochimicamente. Il polimero conduttivo sintetizzato viene poi staccato dall'anodo.
La voltammetria ciclica e la cronocoulometria possono essere utilizzati per la sintesi elettrochimica del polipirrolo.

## Proprietà
Le pellicole di polipirrolo sono gialle, ma si scuriscono all'aria a causa dell'ossidazione. Le pellicole p-doped sono blu o nere, a seconda del grado di polimerizzazione e dello spessore del film. Le pellicole doped e non doped sono insolubili ma rigonfiabili e fragili. Sono stabili all'aria fino a 150 °C, oltre la quale il dopante inizia a modificarsi (ad esempio, come per HCl).
Il polipirrolo è un isolante, ma i suoi derivati ossidati sono buoni conduttori elettrici, la cui conduttività dipende dalle condizioni e dai reagenti utilizzati nell'ossidazione. La conducibilità varia da 2 a 100 S/cm e conduttività più elevate sono associate ad anioni più grandi, come il tosilato.
Il doping del polimero causa il rigonfiamento del materiale affinché possa accogliere gli anioni di compensazione della carica. Questi cambiamenti fisici, quando associati a fenomeni di carica e scarica, sono stati proposti come forma di muscolo artificiale.
La superficie della pellicola di polipirrolo possiede proprietà frattali e la diffusione ionica attraverso di esse mostra un modello anomalo.
Il polipirrolo è descritto come "quasi unidimensionale" poiché presenta leggeri fenomeni di crosslinking e chain hopping.

## Applicazioni
Il polipirrolo e i relativi polimeri conduttivi vengono usati principalmente nei dispositivi elettronici e per i sensori chimici.

## Tendenze della ricerca
Il polipirrolo è un potenziale veicolo per la somministrazione di farmaci, in quanto la sua matrice polimerica funge da contenitore per le proteine.
Il polipirrolo è stato studiato come supporto catalizzatore per celle a combustibile e per sensibilizzare elettrocatalizzatori catodici.
Insieme ad altri polimeri coniugati quali polianilina, poli(etilendiossitiofene) ecc., il polipirrolo è stato studiato come materiale per "muscoli artificiali", un tipo di tecnologia che offre vantaggi rispetto ai tradizionali elementi di azionamento del movimento.
Il polipirrolo è stato utilizzato per rivestire la silice e la silice in fase inversa, per produrre un materiale che permette lo scambio anionico e che mostra interazioni idrofobiche.
Viene anche utilizzato nella fabbricazione a microonde di nanotubi di carbonio a pareti multiple, ottenendo un metodo rapido per far crescere i CNT.
Una spugna in poliuretano resistente all'acqua rivestita con un sottile strato di polipirrolo è in grado di assorbire 20 volte il suo peso in olio ed essere poi riutilizzabile.
La fibra di polipirrolo filata a umido può essere preparata per polimerizzazione chimica del pirrolo con DEHS come drogante.